# Melestora argentina
Melestora argentina är en kackerlacksart som först beskrevs av Rehn, J. A. G. 1915.  Melestora argentina ingår i släktet Melestora och familjen Polyphagidae. Inga underarter finns listade i Catalogue of Life.